# パッサロ岬の海戦 (1718年)
パッサロ岬の海戦（パッサロみさきのかいせん、英語: Battle of Cape Passaro）は1718年8月11日にシチリア王国のパッサロ岬沖で生起した、ジョージ・ビング提督率いるイギリス艦隊とアントニオ・カスタネータ、フェルナンド・チャコン（Fernando Chacón）両提督率いるスペイン艦隊の間の戦闘。戦闘は四国同盟戦争の宣戦布告がなされる4か月前に起こった。

## 背景
1718年、スペインとイギリスの関係は緊張していた。1718年8月2日、神聖ローマ帝国、フランス王国、グレートブリテン王国（イギリス）、ネーデルラント連邦共和国（オランダ）からなる四国同盟はスペインにシチリアとサルデーニャ島の侵攻軍を引き上げるよう要求した。オーストリア軍の小部隊はメッシーナ近くでイギリス艦隊の助力を借りて上陸し、スペインが占領したメッシーナの包囲をはじめた。

## 戦闘
スペイン艦隊のうち、戦闘に適する船は戦列艦11隻、フリゲート13隻、臼砲艦4隻、火船2隻、ガレー船7隻であり、残りは倉庫や補給用の商船だった。
スペイン艦隊は四国同盟の最後通牒について知らなかったため、ばらばらに航行しており、イギリス船を見かけても危険を感じなかった。そして、イギリス艦隊が敵意をあらわにして近づくと、スペイン艦隊は二手に分けた。より小さい船と商船は近くの海岸に向かい、大型船はイギリス艦隊との戦闘に入った。ジョージ・ウォルトン艦長のカンタベリー、アーガイル、バーフォードほか4隻は海岸へ向かう船を追ってそのほとんどを拿捕した。これらの拿捕船はミノルカ島へ連行された。

## その後
4か月後の1718年12月17日、フランス、イギリス、オーストリアはスペインに宣戦布告、四国同盟戦争が勃発した。オランダは1719年8月にスペインに宣戦した。
オーストリア軍はスペイン軍の妨害を撥ねて翌年にメッシーナを奪回、港に残っているスペイン船を全て破壊した。これにより、スペイン王フェリペ5世は1720年にハーグ条約で四国同盟の要求を受諾せざるを得なかった。
ビングは勝利したことでイギリス王ジョージ1世からご褒美をふんだんに与えられ、イギリス代表としてイタリア諸国と交渉する権利を与えられた。1721年にビングが帰国すると、グレートブリテン王国リア・アドミラルの名誉職を与えられ、ベッドフォード州におけるサウスヒルのビング男爵とトリントン子爵に叙された。また枢密院の議員にもなった。
戦闘で拿捕した船のうち、プリンシペ・デ・アストゥリアスは元々イギリスの80門艦カンバーランドであり、1707年にフランスに拿捕された後スペインに売却された。パッサロ岬の海戦の後はオーストリアに売却された。1731年、イギリスはミノルカ島に置かれたままの拿捕船の返還を提案したが、すでにボロボロの状態だったため破棄された。
2012年、シチリア島の南東のアーヴォラ沖で難破船が発見された。船から引き上げられた大砲により、難破船がイギリス船であることが確認され、パッサロ岬の海戦で沈没した船の1隻である可能性が高いという。この難破船の位置により、戦場の正確な位置が判明した。